# Mosteiro do Corpus Christi (Llutxent)

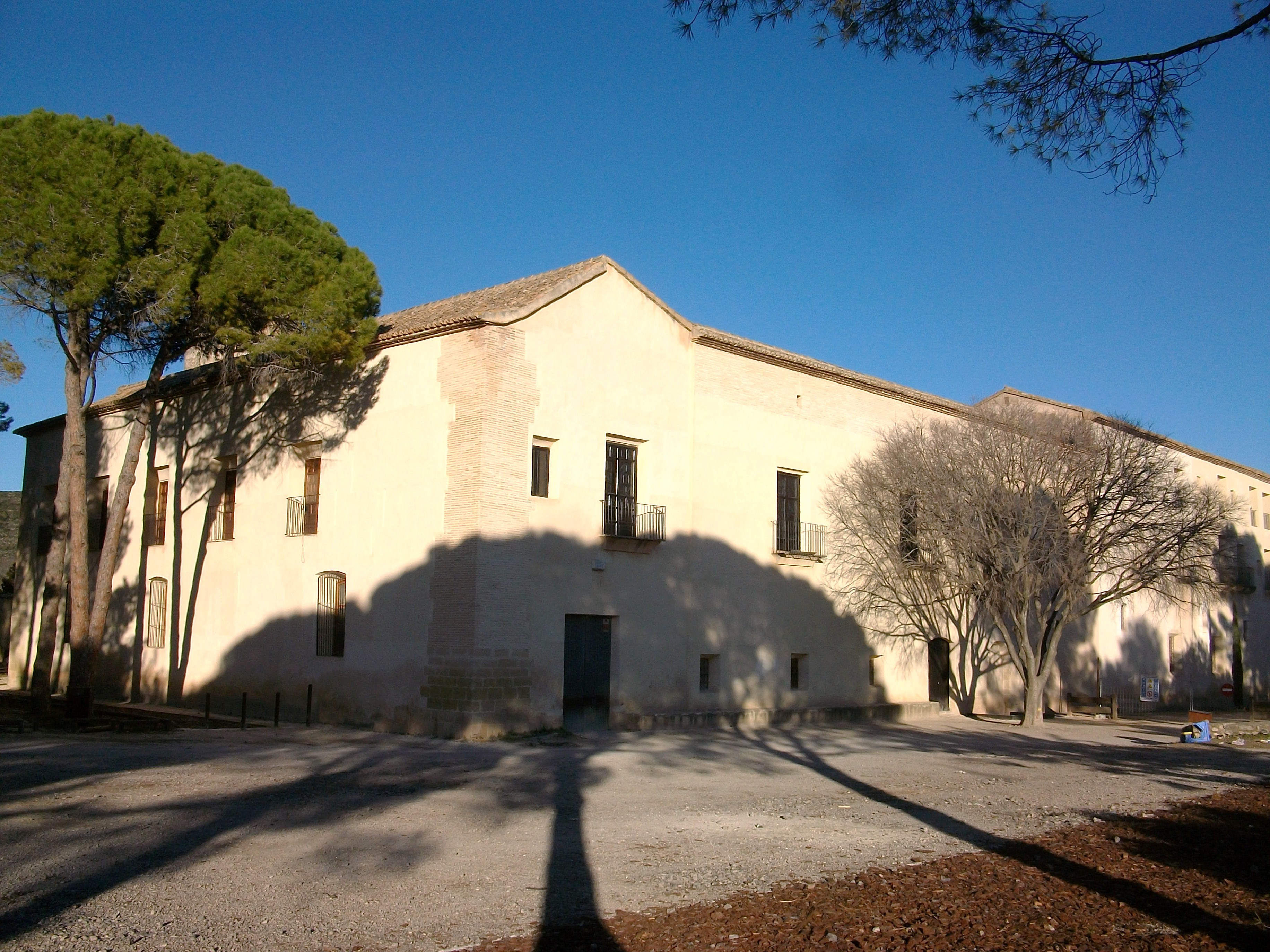
Foto da fachada do Mosteiro do Corpus Christi em Llutxent (Valência), Espanha

O Mosteiro do Corpus Christi está localizado no município de Llutxent (Valência), Espanha. O edifício do convento tem as suas origens numa ermida do século XIII e foi renovado no século XVIII. Este mosteiro apresenta edifícios de várias épocas, iniciando a edificação no século XIV..
A construção deste mosteiro está ligada a um milagre que, segundo a tradição, aqui aconteceu no século XIII.